# Fimbristylis contorta
Fimbristylis contorta är en halvgräsart som beskrevs av Cecil Ernest Claude Fischer. Fimbristylis contorta ingår i släktet Fimbristylis och familjen halvgräs. Inga underarter finns listade i Catalogue of Life.